# Vị Bình
Vị Bình là xã thuộc huyện Vị Thủy, tỉnh Hậu Giang, Việt Nam.

## Địa lý
Xã Vị Bình nằm ở phía bắc của huyện Vị Thủy có vị trí địa lý:
- Phía đông giáp huyện Châu Thành A
- Phía tây giáp xã Vị Thanh
- Phía nam giáp xã Vĩnh Trung và xã Vị Thanh
- Phía bắc giáp tỉnh Kiên Giang và huyện Châu Thành A.

## Hành chính
Xã Vị Bình được chia thành 5 ấp: 2, 4, 9A1, 9A2, 9B.

## Lịch sử
Ngày 15 tháng 9 năm 1981, Hội đồng Bộ trưởng ban hành Quyết định số 70-HĐBT về việc thành lập xã Vị Bình trên cơ sở một phần diện tích và dân số của xã Vị Thanh.
Ngày 28 tháng 1 năm 1991, Ban tổ chức Chính phủ ban hành Quyết định số 36/QĐ-TCCP về việc sáp nhập toàn bộ diện tích và dân số của xã Vị Bình vào xã Vị Thanh.
Ngày 1 tháng 7 năm 1999, Chính phủ ban hành Nghị định số 45/1999/NĐ-CP về việc thành lập xã Vị Bình thuộc huyện Vị Thủy mới thành lập trên cơ sở 2.108,52 ha diện tích tự nhiên và 8.252 nhân khẩu của xã Vị Thanh.

## Giao thông
Xã Vị Bình có Quốc lộ 61B và Kênh Xáng Xà No chạy qua.